# 肯尼·格林
肯尼思·勒罗伊·格林（英語：Kenneth Leroy Green，1964年10月11日—），美国篮球运动员，曾效力于NBA联盟。他在1985年的NBA选秀中第1轮第12顺位被华盛顿子弹选中。